# Stephanie Baumann
 (janvier 2017).
Pour les articles homonymes, voir Baumann.
Stephanie Baumann, née le 5 novembre 1951 à Berne, est une personnalité politique suisse, membre du parti socialiste.

## Biographie

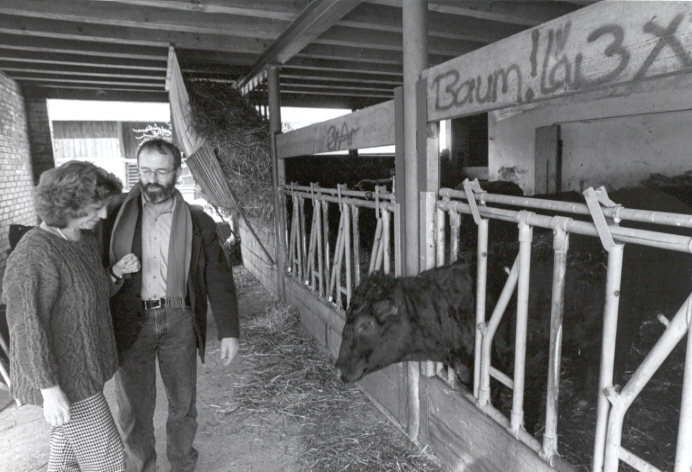
Stephanie et Ruedi Baumann

Stephanie Baumann a fréquenté une école de commerce puis l'École des arts appliqués de Berne. Elle est mariée à Ruedi Baumann, également actif en politique et membre des Verts. 

## Carrière politique
En 1986, Stephanie Baumann a été élue au Grand Conseil du canton de Berne. En 1994, elle a repris un siège vacant au Conseil national. Lors des élections fédérales de 1995 et 1999, elle a été réélue. De 1995 à 2003, elle fut membre de la commission de la sécurité sociale et de la santé publique.
En plus de son rôle de conseillère nationale, Stephanie Baumann a été présidente du conseil d'administration de l'Hôpital de l'Île de Berne.

## Source de la traduction
- (de) Cet article est partiellement ou en totalité issu de l’article de Wikipédia en allemand intitulé « Stephanie Baumann » (voir la liste des auteurs).